# Città di Castello
Città di Castello je italské město v provincii Perugia, ležící v severním výběžku Umbrie, na hranicích s Toskánskem a s Marche. Rozkládá se v údolí zvaném Valtiberina při horním toku řeky Tibery. je sídlem římskokatolického biskupství.
V roce 2022 zde žilo 38 505 obyvatel.

## Administrativní členění
K městu patří přes čtyři desítky připojených obcí a dvorů.

## Sousední obce
Apecchio (PU), Arezzo (AR), Citerna, Cortona (AR), Mercatello sul Metauro (PU), Monte Santa Maria Tiberina, Monterchi (AR), Montone, Pietralunga, San Giustino, Sansepolcro (AR), Sant'Angelo in Vado (PU), Umbertide.

## Historie
Město má etruský původ, nazývalo se Tifernum podle řeky Tibery. První písemná zmínka o městě z let 102-103 našeho letopočtu je v korespondenci Gaia Plinia mladšího. 
Ze 6. století n. l.  pochází významný poklad stříbrného liturgického nádobí, nalezený roku 1935 a nazvaný podle místa nálezu v místní části Canoscio. Obsahuje 27 předmětů o celkové hmotnosti 35 kg stříbra, z nich 25 je vystaveno ve zdejším dómském muzeu. . 

## Vývoj počtu obyvatel
Zdroj: 

## Památky
- Dóm
- Palác převora, nyní sídlo Dómského muzea
- Kostel Panny Marie delle Grazie - gotická stavba z let 1373-1381,  barokní malby ze života Panny marie, svatých a proroků z let 1641-1643 vytvořil Bernardino Gagliardi, apsida přistavěna v 19. století.